# Glaucidium hoskinsii
Капский карликовый сычик (лат. Glaucidium hoskinsii) — небольшой вид птиц из семейства совиные.
Длина тела 16 см. Голова круглая. Перьевые «ушки» отсутствуют. Окраска верхней части тела от светлого буро-коричневого до серо-коричневого цвета. На нижней части тела отчётливо видны продольные полосы. «Ложное лицо» на затылке особенно ярко выражено у данного вида. 
Вид распространён на юге мексиканского штата Южная Нижняя Калифорния. Оседлая птица. Обитает в сосновых и дубово-сосновых лесах на высоте 1500—2100 м. Активен как днём, так и в сумерках. Рацион питания включает насекомых, мелких млекопитающих, пресмыкающихся и мелких птиц. О биологии размножения ничего не известно.